# 13 км (Топкинський округ)
13 км (рос. 13 км) — селище у складі Топкинського округу Кемеровської області, Росія.

## Населення
Населення — 41 особа (2010; 37 у 2002).
Національний склад (станом на 2002 рік):
- росіяни — 92 %